# Campeonato Mundial de Rugby M19 División A de 1995
El Campeonato Mundial de Rugby M19 de 1995 se disputó en Rumania y fue la vigésima séptima edición del torneo en categoría M19.

## Fase de grupos

### Grupo A
| Pos. | Equipo    | Encuentros | Encuentros | Encuentros | Encuentros | Tantos  | Tantos    | Tantos     | Puntos Totales |
| Pos. | Equipo    | jugados    | ganados    | empatados  | perdidos   | a favor | en contra | diferencia | Puntos Totales |
| ---- | --------- | ---------- | ---------- | ---------- | ---------- | ------- | --------- | ---------- | -------------- |
| 1    | Sudáfrica | 2          | 2          | 0          | 0          | 97      | 20        | +77        | 6              |
| 2    | España    | 2          | 1          | 0          | 1          | 36      | 44        | -8         | 4              |
| 3    | Polonia   | 2          | 0          | 0          | 2          | 14      | 83        | -69        | 2              |

#### Resultados
| 10 de abril | Sudáfrica | 61 - 6 | Polonia |  |  |

| 11 de abril | España | 22 - 8 | Polonia |  |  |

| 12 de abril | Sudáfrica | 36 - 14 | España |  |  |

### Grupo B
| Pos. | Equipo   | Encuentros | Encuentros | Encuentros | Encuentros | Tantos  | Tantos    | Tantos     | Puntos Totales |
| Pos. | Equipo   | jugados    | ganados    | empatados  | perdidos   | a favor | en contra | diferencia | Puntos Totales |
| ---- | -------- | ---------- | ---------- | ---------- | ---------- | ------- | --------- | ---------- | -------------- |
| 1    | Italia   | 2          | 2          | 0          | 0          | 68      | 10        | +58        | 6              |
| 2    | Uruguay  | 2          | 1          | 0          | 1          | 17      | 26        | -9         | 4              |
| 3    | Portugal | 2          | 0          | 0          | 2          | 22      | 71        | -49        | 2              |

#### Resultados
| 10 de abril | Italia | 54 - 10 | Portugal |  |  |

| 11 de abril | Uruguay | 17 - 12 | Portugal |  |  |

| 12 de abril | Italia | 14 - 0 | Uruguay |  |  |

### Grupo C
| Pos. | Equipo  | Encuentros | Encuentros | Encuentros | Encuentros | Tantos  | Tantos    | Tantos     | Puntos Totales |
| Pos. | Equipo  | jugados    | ganados    | empatados  | perdidos   | a favor | en contra | diferencia | Puntos Totales |
| ---- | ------- | ---------- | ---------- | ---------- | ---------- | ------- | --------- | ---------- | -------------- |
| 1    | Francia | 2          | 1          | 1          | 0          | 63      | 37        | +26        | 5              |
| 2    | Rumania | 2          | 1          | 1          | 0          | 49      | 42        | +7         | 5              |
| 3    | Gales   | 2          | 0          | 0          | 2          | 25      | 58        | -33        | 2              |

#### Resultados
| 10 de abril | Rumania | 27 - 27 | Francia |  |  |

| 11 de abril | Rumania | 22 - 15 | Gales |  |  |

| 12 de abril | Francia | 36 - 10 | Gales |  |  |

### Grupo D
| Pos. | Equipo    | Encuentros | Encuentros | Encuentros | Encuentros | Tantos  | Tantos    | Tantos     | Puntos Totales |
| Pos. | Equipo    | jugados    | ganados    | empatados  | perdidos   | a favor | en contra | diferencia | Puntos Totales |
| ---- | --------- | ---------- | ---------- | ---------- | ---------- | ------- | --------- | ---------- | -------------- |
| 1    | Argentina | 2          | 2          | 0          | 0          | 75      | 9         | +66        | 6              |
| 2    | Escocia   | 2          | 1          | 0          | 1          | 38      | 43        | -55        | 4              |
| 3    | Rusia     | 2          | 0          | 0          | 2          | 6       | 67        | -61        | 2              |

#### Resultados
| 10 de abril | Argentina | 32 - 6 | Rusia |  |  |

| 11 de abril | Escocia | 35 - 0 | Rusia |  |  |

| 12 de abril | Argentina | 43 - 3 | Escocia |  |  |

### Semifinal 9° al 12° puesto
| 14 de abril | Gales | 28 - 8 | Portugal |  |  |

| 14 de abril | Rusia | 15 - 6 | Polonia |  |  |

### Semifinal 5° al 8° puesto
| 14 de abril | Rumania | 28 - 8 | Uruguay |  |  |

| 14 de abril | Escocia | 41 - 7 | España |  |  |

### Semifinales Campeonato
| 14 de abril | Francia | 24 - 0 | Italia |  |  |

| 14 de abril | Argentina | 20 - 13 | Sudáfrica |  |  |

### 11° puesto
| 16 de abril | Portugal | 21 - 13 | Polonia |  |  |

### 9° puesto
| 16 de abril | Gales | 43 - 10 | Rusia |  |  |

### 7° puesto
| 16 de abril | España | 31 - 6 | Uruguay |  |  |

### Quinto puesto
| 16 de abril | Rumania | 17 - 5 | Escocia |  |  |

### Tercer puesto
| 16 de abril | Sudáfrica | 63 - 16 | Italia |  |  |

### Final
| 16 de abril | Francia | 27 - 12 | Argentina |  |  |

| Bandera de Francia   |
| Campeón Francia      |
| Décimo octavo título |